# Psedakh
Psedakh (en rus: Пседах) és un poble de la República d'Ingúixia que el 2020 tenia 5.934 habitants.